# Dark Legacy
Dark Legacy är det svenska power metal-bandet The Storytellers femte album. Albumet släpptes i april 2013 av det svenska skivbolaget Black Lodge Records.
Då basisten Johan Sohlberg lämnat bandet sköttes basen gemensamt av Jacob Wennerqvist och den nytillkomne gitarristen Marcus Backlund. Dock rekryterades snart en ny basist i form av Henke Brannerydh.

## Låtlista
1. "Release Me" – 4:27
2. "Strength of Valhalla" – 3:57
3. "Dark Legacy" – 4:07
4. "Uninvited Guest" – 5:27
5. "Forever They Shall Kneel" – 4:06
6. "God of Gods" – 4:26
7. "Upon Your Icy Throne" – 4:57
8. "Sancto Spirito" – 4:06
9. "Break the Bounds" – 4:11
10. "Sands of Time" – 3:10
11. "Battle of Yggdrasil" – 8:54

## Medverkande
Musiker
- L-G Persson – sång
- Jacob Wennerqvist – gitarr, basgitarr, keyboard
- Marcus Backlund – gitarr, basgitarr, keyboard, sång, orkesterarrangemang
- Martin Hjerpe – trummor

Bidragande musiker
- Per Nilsson – gitarr
- Anna-Lena Wigh – sång
- Torbjörn Sundström – sång
- Casper Persson – sång
- Magnus Lindkvist – sång
- Jonas Johanneson – sång
- Per Rosqvist – orkesterarrangemang

Produktion
- Per Nilsson – studiotekniker
- L-G Persson – låttexter
- Mike Wead – mixning, mastering
- Maria Laura Bellocco – omslagskonst
- Ronny Hemlin – studiotekniker
- Emma Wennerqvist-Yhr – fotografi
- Andreas Lindmark – fotografi
- Linda Helsing – fotografi
- Tina Gustafsson – layout
- Jacob Wennerqvist – layout